# Římskokatolická farnost Žďárná
Římskokatolická farnost Žďárná je územní společenství římských katolíků s farním kostelem svatého Bartoloměje. Farnost je součástí boskovického děkanství v rámci brněnské diecéze. Do farnosti patří kromě obce Žďárná také Ludíkov, Suchý, Valchov a Velenov.

## Historie farnosti
Kostel a fara byly ve Žďárné již ve středověku. Zpráva o žďárenském faráři Martinovi pochází z roku 1418. Ve zprávě z roku 1569 při prodeji boskovického panství Jarošovi z Zástřizl, je uvedena ves Žďárná s kostelním podacím. I na mapě z roku 1716 je obec Žďárná zakreslena jako ves s kostelem. Kostel v nynější podobě byl vystavěn v letech 1759–1760.

## Duchovní správci
Administrátorem excurrendo je R. D. Mgr. Pavel Koutník z farnosti Benešov u Boskovic.

## Bohoslužby
| Kostel                     | Místo  | Bohoslužba (den) | Hodina | Poznámka     |
| -------------------------- | ------ | ---------------- | ------ | ------------ |
| kostel svatého Bartoloměje | Žďárná | neděle           | 8.00   | farní kostel |

## Fotogalerie

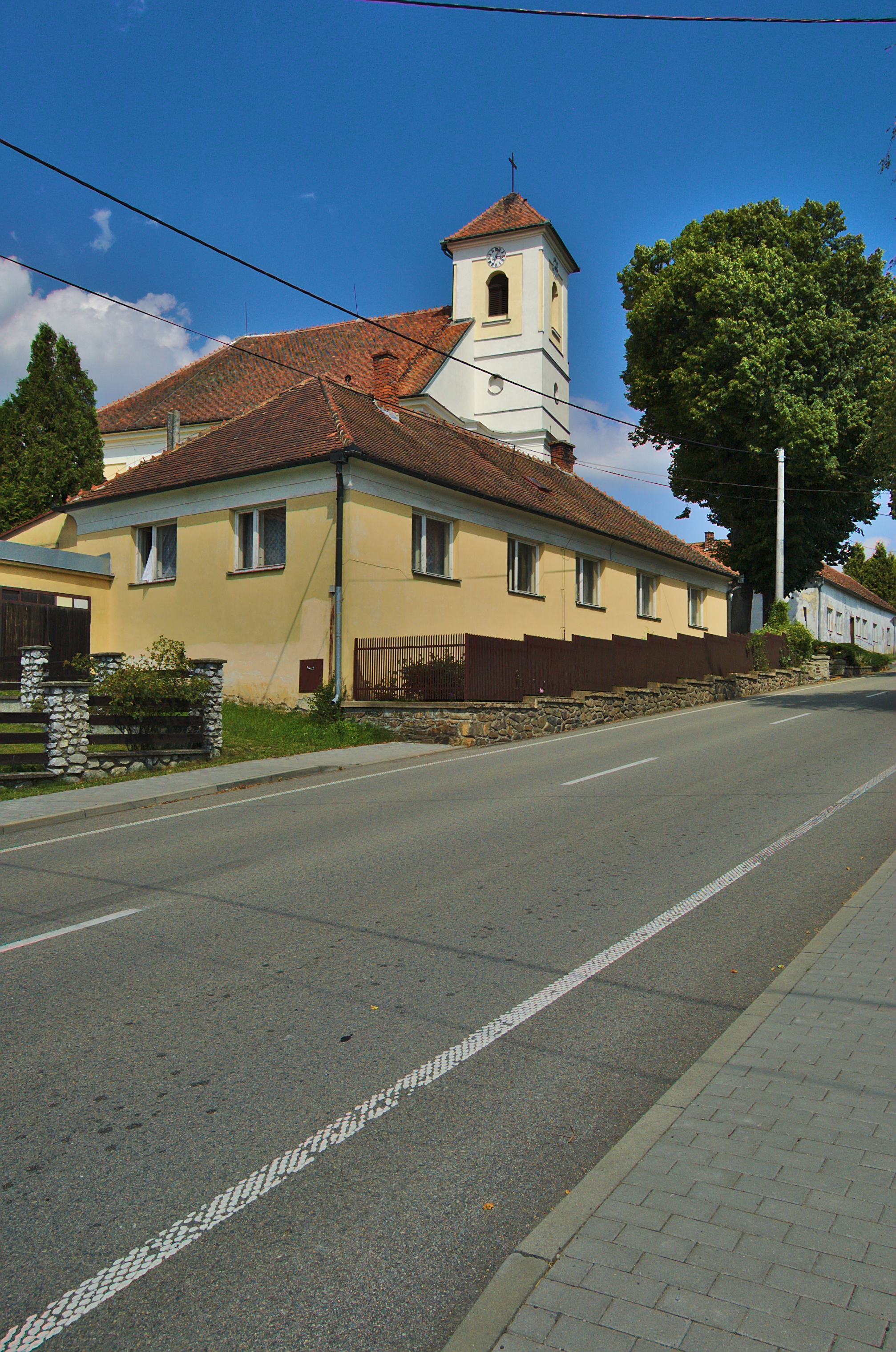
Kostel svatého Bartoloměje, Žďárná
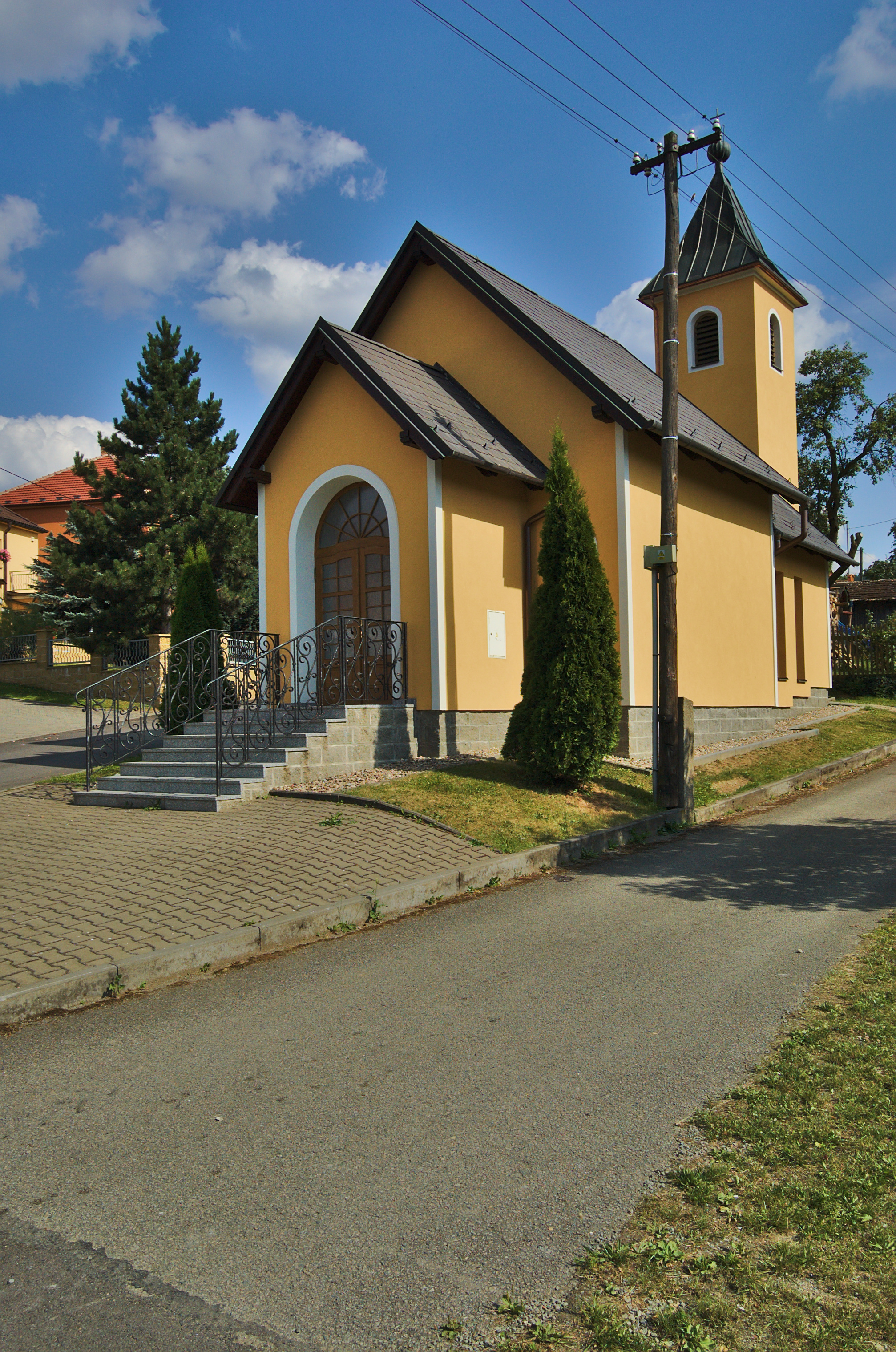
Kaple svatého Petra a Pavla, Valchov
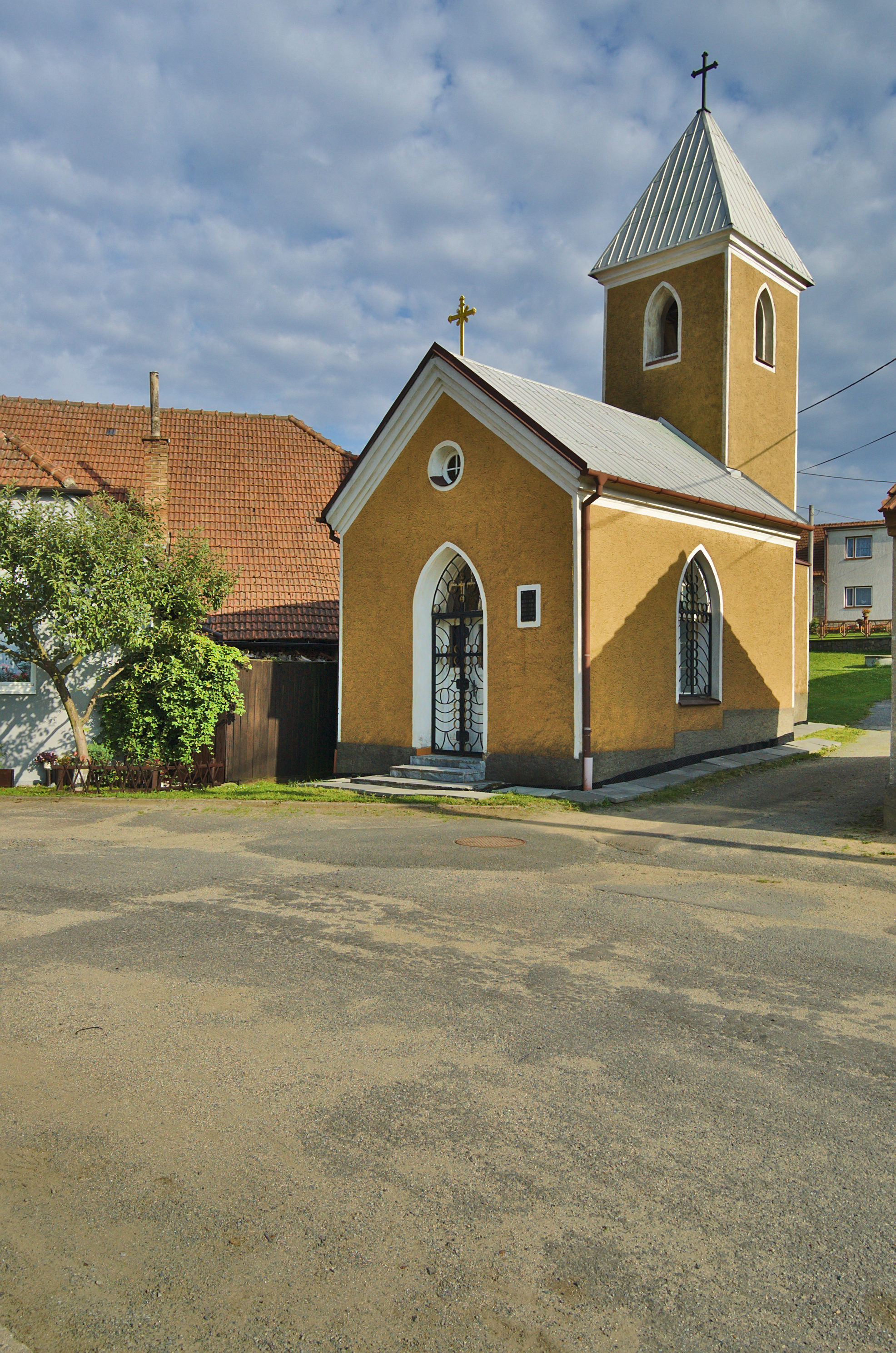
Kaple svatého Cyrila a Metoděje, Ludíkov
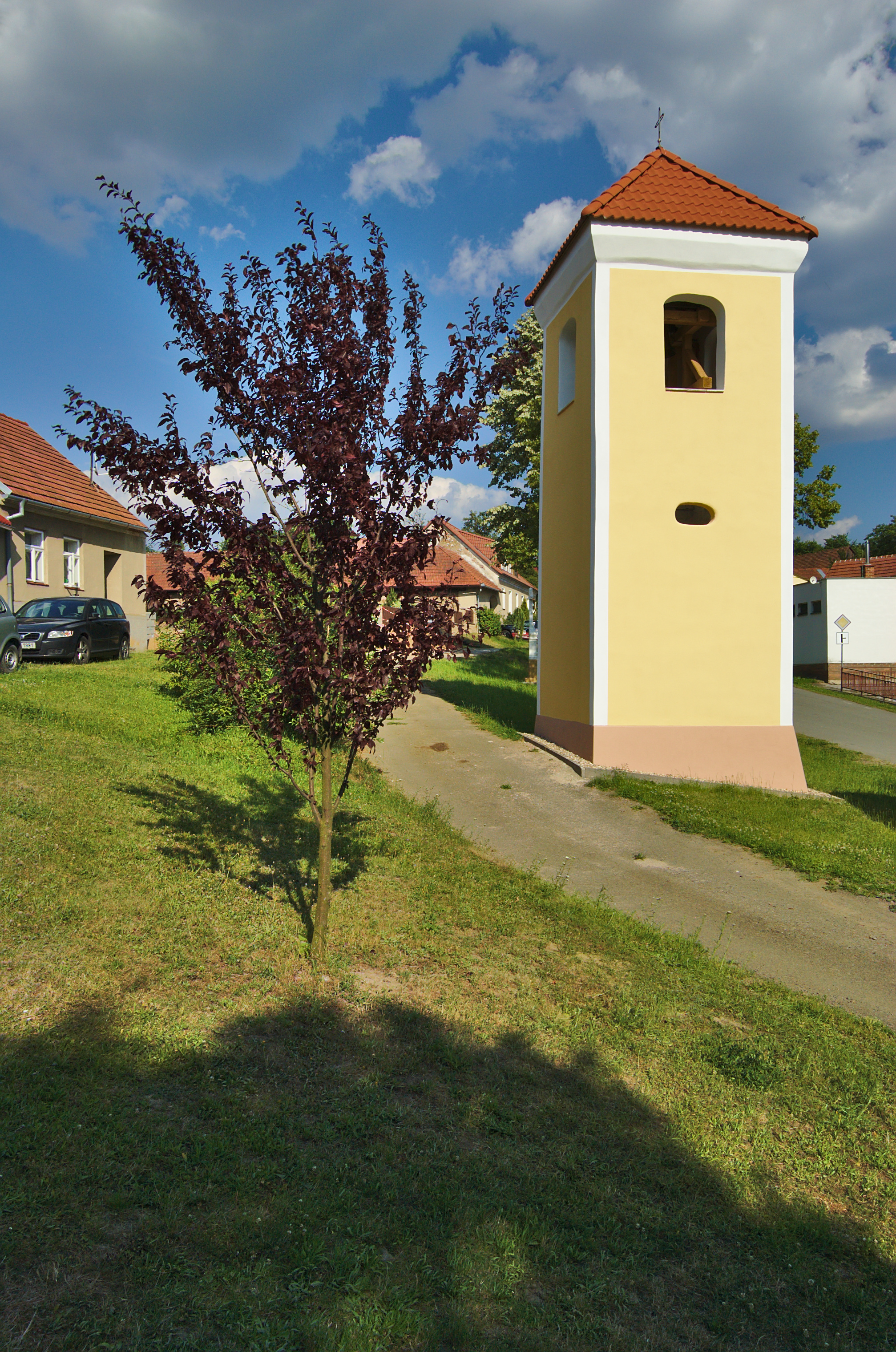
Zvonice na návsi, Velenov

## Aktivity ve farnosti
Na 12. ledna připadá Den vzájemných modliteb farností za bohoslovce a bohoslovců za farnosti brněnské diecéze. Adorační den se koná nejbližší 17. prosince.
Ve farnosti se pravidelně pořádá tříkrálová sbírka. V roce 2017 dosáhl výtěžek sbírky ve Žďárné 19 819 korun.